# Swainocythere nanseni
Swainocythere nanseni är en kräftdjursart som först beskrevs av Joy och D. L. Clark 1977.  Swainocythere nanseni ingår i släktet Swainocythere och familjen Cytheruridae. Inga underarter finns listade i Catalogue of Life.